# Qmail
qmail est un serveur de messagerie électronique (Mail Transport Agent) pour Linux et autres dérivés d'Unix, créé par le cryptologue Daniel J. Bernstein. Il permet de mettre en place un service SMTP (Simple Mail Transfert Protocol) permettant l'envoi de courriels.
qmail a la même utilité que sendmail ou encore postfix et exim, mais il possède une architecture modulaire, comportant un ensemble de commandes simples, selon la règle du KISS (garder les choses simples et stupides), le rendant efficace et sécurisé.

## Historique
Au départ, qmail était disponible gratuitement, le code était accessible et tout le monde avait l'autorisation de redistribuer les sources. En revanche, il était interdit de redistribuer une version compilée de qmail (même si des modifications avaient été effectuées). Les conséquences de cette restriction pour qmail ont été l’absence de fonctionnalités relativement courantes en standard. Dans de nombreux cas, cela rendait obligatoire l'application de patchs. L'ajout de ces patchs rendait l'installation plus complexe. Netqmail, une distribution de qmail contenant les patchs, a été créée pour contourner cela.
La version 1.03 de qmail est par contre passée dans le domaine public, il est donc devenu un véritable logiciel libre. Un groupe de contributeurs de qmail a mis en place une distribution netqmail-1.06 de qmail. Il est dérivé de qmail-1.03 de Daniel Bernstein plus des corrections de bugs, quelques améliorations de fonctionnalités et de la documentation.

## Interfaces

### Ligne de commande
qmail est avant tout dédié aux serveurs de mail. Les différentes commandes de qmail peuvent donc être exécutées dans un shell afin d'en faciliter la gestion et l'automatisation.

### SMTP
qmail gère en natif le SMTP.

### vpopmail
vpopmail, outil de gestion des comptes pop, permet de créer et modifier les comptes au format qmail.

### Qmailadmin
Qmailadmin est une interface HTML tierce à utiliser dans un navigateur web. Elle permet de créer, modifier et supprimer des boites, des renvois de mails et des robots, tels que les répondeurs automatiques.

### IMAP
Le serveur IMAP courrier-imap, par exemple, peut facilement s'interfacer avec qmail.

### Clients de messageries compatibles
Lorsqu'un serveur POP ou IMAP est déjà installé autour de qmail, la majorité des outils respectant les standards IMAP et/ou POP peuvent servir de clients de messagerie avec qmail.

### Maildir
On remarquera qu'avec qmail apparaît le nouveau format de boîte de courrier électronique Maildir, en remplacement de l'historique et vieillissant format mbox. À l'inverse de ce dernier, le format Maildir stocke les messages non plus, tous en masse dans un même  fichier large (mbox), mais chacun dans un fichier léger indépendant. Une gestion de ces courriers dans différents fichiers et classés par type dans différents répertoires est également effective : Nouveaux, Vus, Temporaires. Les avantages très appréciables du format Maildir l'ont popularisé au-delà du logiciel qmail (rapidité de traitement, résistance à la corruption, facilité de maintenance). qmail reste interfaçable avec les archives mbox.

### Webmail
Il est possible de configurer à peu près n'importe quel webmail pour qu'il puisse s'y interfacer. Il existe par exemple SqWebMail, Roundcube...